# Philip Carey
Philip Carey (Hackensack (New Jersey), 15 juli 1925 - 6 februari 2009) was een Amerikaans acteur, die in meer dan 90 producties meespeelde.
De boomlange (1.96m) Carey debuteerde in 1951 in de speelfilm Operation Pacific, en speelde in de daarop volgende jaren onder meer rollen in Calamity Jane, Mister Roberts en The Trunk. Gedurende de jaren 60 en 70 verlegde hij zijn werkgebied naar de televisie en speelde vele gastrollen. Zo was hij te zien in The Virginian, Ironside, All in the Family, McCloud en Little House on the Prairie. Tussen 1979 en 1988 acteerde hij niet in films of televisieseries, maar sinds 1988 speelt hij de rol van Asa Buchanan in de serie One Life to Live.
In januari 2006 werd longkanker geconstateerd bij Carey. Chemotherapie dwong hem in mei 2007 te stoppen met zijn rol in One Life to Live. Zijn karakter stierf een paar maanden later, echter wel buiten het beeld. In november 2007 keerde hij even terug voor drie afleveringen, toen het testament van zijn karakter op een videoband werd uitgezonden. Ook in juli 2008 keerde Carey nog even terug in zijn rol, toen hij de geest van zijn overleden karakter speelde.
Sinds 1976 was Carey getrouwd met de veel jongere Colleen Welch. In 1980 werd dochter Shannon geboren en in 1983 zoon Sean. In 1949 trouwde Carey met Maureen Peppler, uit dit huwelijk werden drie kinderen geboren. Wanneer de twee gescheiden zijn is niet bekend.

## Filmografie
- Operation Pacific (1951) - Lt. (j.g.) Bob Perry
- I Was a Communist for the FBI (1951) - Mason
- Inside the Walls of Folsom Prison (1951) - Red Pardue
- Tomorrow Is Another Day (1951) - Radioaankondiger (Stem, niet op aftiteling)
- Force of Arms (1951) - MP Sgt. Fred Miller (Niet op aftiteling)
- The Tanks Are Coming (1951) - Luitenant Rawson
- This Woman Is Dangerous (1952) - Will Jackson
- Cattle Town (1952) - Ben Curran
- Springfield Rifle (1952) - Capt. Edward Tennick
- The Man Behind the Gun (1953) - Capt. Roy Giles
- The System (1953) - Stem van radioaankondiger (Stem, niet op aftiteling)
- Schlitz Playhouse of Stars Televisieserie - Rol onbekend (Afl., Two Lives Have I, 1953)
- The Ford Television Theatre Televisieserie - Rol onbekend (Afl., The Trestle, 1953|Madame 44, 1953)
- Gun Fury (1953) - Frank Slayton
- Calamity Jane (1953) - Luitenant Danny Gilmartin
- The Ford Television Theatre Televisieserie - Jeff (Afl., Gun Job, 1953)
- The Nebraskan (1953) - Wade Harper
- Wyoming Renegades (1954) - Brady Sutton
- They Rode West (1954) - Kapitein Peter Blake
- Massacre Canyon (1954) - Lt. Richard Arlington Faraday
- The Outlaw Stallion (1954) - 'Doc' Woodrow
- Pushover (1954) - Rick McAllister
- The Ford Television Theatre Televisieserie - Roy Allison (Afl., The Unlocked Door, 1954)
- The Long Gray Line (1954) - Charles 'Chuck' Dotson
- Four Star Playhouse Televisieserie - Dr. Ed Marshfield (Afl., Eddie's Place, 1955)
- Mister Roberts (1955) - Mannion
- The Ford Television Theatre Televisieserie - John Marlon (Afl., The Stars Don't Shine, 1955)
- Celebrity Playhouse Televisieserie - Rol onbekend (Afl., Known But to God, 1955)
- The Ford Television Theatre Televisieserie - Dr. Ed Marshfield (Afl., Second Sight, 1955)
- Count Three and Pray (1955) - Albert Loomis
- The Ford Television Theatre Televisieserie - Bill Adams (Afl., Twelve to Eternity, 1955)
- Three Stripes in the Sun (1955) - Kolonel
- The Ford Television Theatre Televisieserie - Wayne Douglas (Afl., Panic, 1956)
- Celebrity Playhouse Televisieserie - Lt. Mike O'Shean (Afl., I'll Make the Arrest, 1956)
- Wicked as They Come (1956) - Tim O'Bannion
- Port Afrique (1956) - Rip Reardon
- The Ford Television Theatre Televisieserie - Duffy's Man (Afl., Duffy's Man, 1956)
- The Shadow on the Window (1957) - Tony Atlas
- Tales of the 77th Bengal Lancers Televisieserie - Luitenant Michael Rhodes (26 afl., 1956-1957)
- The Ford Television Theatre Televisieserie - Dr. Douglas Gregg (Afl., Torn, 1957)
- Lux Video Theatre Televisieserie - Rol onbekend (Afl., Edge of Doubt, 1957)
- Return to Warbow (1958) - Clay Hollister
- Screaming Mimi (1958) - Bill Sweeney
- Tonka (1958) - Kapitein Miles Keogh
- Lux Playhouse Televisieserie - Robert Garvin (Afl., A Deadly Guest, 1959)
- The Trunk (1960) - Stephen Dorning
- Philip Marlowe Televisieserie - Philip Marlowe (Afl., Murder by the Book, 1960|Murder Is a Grave Affair, 1960)
- Michael Shayne Televisieserie - Brad Harper (Afl., Shoot the Works, 1960)
- Zane Grey Theater Televisieserie - John Baylor (Afl., One Must Die, 1961)
- Thriller Televisieserie - Darryl Hudson (Afl., Man in a Cage, 1961)
- Stagecoach West Televisieserie - Majoor Ralph Barnes (Afl., The Root of Evil, 1961)
- The Rifleman Televisieserie - Dr. Simon Battle (Afl., Death Trap, 1961)
- Tales of Wells Fargo Televisieserie - Joe Squire (Afl., The Dodger, 1961)
- The Roaring 20's Televisieserie - Tim McCool (Afl., Kitty Goes West, 1961)
- Red Nightmare (1962) - Majoor Barnett (Niet op aftiteling)
- Cheyenne Televisieserie - Cole Younger (Afl., One Way Ticket, 1962)
- 77 Sunset Strip Televisieserie - Mac Maguire (Afl., Violence for Your Furs, 1962)
- Lawman Televisieserie - Rol onbekend (Afl., Change of Venue, 1962)
- Bronco Televisieserie - Josh Glendon (Afl., Until Kingdom Come, 1962)
- Black Gold (1962) - Frank McCandless
- 77 Sunset Strip Televisieserie - Kapitein Shore (Afl., Flight from Escondido, 1962)
- Cheyenne Televisieserie - Marshal Frank Nolan (Afl., Johnny Brassbuttons, 1962)
- FBI Code 98 (1963) - Inspecteur Leroy Gifford
- The Gallant Men Televisieserie - Sgt. Matt Barragan (Afl., The Leathernecks, 1963)
- 77 Sunset Strip Televisieserie - Chris Benton (Afl., The Night Was Six Years Long, 1963)
- The Virginian Televisieserie - Duke Logan (Afl., Siege, 1963)
- The Nurses Televisieserie - Ernie Bass (Afl., The Thunder of Ernie Bass, 1963)
- 77 Sunset Strip Televisieserie - Charles 'Brick' Garrett (Afl., Flight 307, 1963)
- G.E. True Televisieserie - Pete Foley (Afl., Nitro, 1963)
- Kraft Suspense Theatre Televisieserie - Edgar Martin (Afl., My Enemy, This Town, 1964)
- Dead Ringer (1964) - Sergeant Hoag
- The Time Travelers (1964) - Dr. Steve Connors
- The Virginian Televisieserie - Kapitein Edward Parmalee (Afl., We've Lost a Train, 1965)
- Town Tamer (1965) - Jim Akins
- The Great Sioux Massacre (1965) - Kolonel Custer
- Daniel Boone Televisieserie - Gordon Lang (Afl., The Necklace, 1967)
- Laredo Televisieserie - Kapitein Edward Parmalee (8 afl., 1965-1967)
- Custer Televisieserie - Benton Conant (Afl., Massacre, 1967)
- Felony Squad Televisieserie - Tillery Gage (Afl., No Sad Songs for Charlie, 1967)
- Cimarron Strip Televisieserie - Kallman (Afl., Knife in the Darkness, 1968)
- Ironside Televisieserie - Dick Richards (Afl., Barbara Who, 1968)
- Three Guns for Texas (1968) - Kapitein Edward A. Parmalee
- Ironside Televisieserie - Vic Richards (Afl., Goodbye to Yesterday, 1969)
- Once You Kiss a Stranger... (1969) - Mike
- The Rebel Rousers (1970) - Rebel
- All in the Family Televisieserie - Steve (Afl., Judging Books by Covers, 1971)
- The Seven Minutes (1971) - Elmo Duncan
- Gunsmoke Televisieserie - Bannion (Afl., Trafton, 1971)
- McMillan & Wife Televisieserie - Arthur Kendall (Afl., The Night of the Wizard, 1972)
- Bright Promise Televisieserie - Bob Corcoran (1972)
- Shadow of Fear (1973) - Sgt. Lou Arnburg
- Room 222 Televisieserie - Benjamin Evans (Afl., I've Got the Hammer, If You've Got the Thumb, 1973)
- Scream of the Wolf (Televisiefilm, 1974) - Sheriff Vernon Bell
- Banacek Televisieserie - Art Gallagher (Afl., Rocket to Oblivion, 1974)
- Wide World Mystery Televisieserie - Detective Arnburg (Afl., Shadow of Fear, 1973|Hard Day at Blue Nose, 1974)
- Police Woman Televisieserie - Walter Grainger (Afl., Anatomy of Two Rapes, 1974)
- Kolchak: The Night Stalker Televisieserie - Sgt. Mayer (Afl., Firefall, 1974)
- McCloud Televisieserie - Howard Barnett (Afl., The Man with the Golden Hat, 1975)
- Police Story Televisieserie - Kapitein Ben Johnson (Afl., The Execution, 1975)
- Crackle of Death (Televisiefilm, 1976) - Rol onbekend
- The Blue Knight Televisieserie - Rol onbekend (Afl., A Slight Case of Murder, 1976)
- Fighting Mad (1976) - Pierce Crabtree
- The Bionic Woman Televisieserie - Majoor Andrews (Afl., The Vega Influence, 1976)
- The Betty White Show Televisieserie - Larry (Afl., Joyce's Wedding, 1977)
- Monster (1979) - Barnes
- Little House on the Prairie Televisieserie - Commandant Kaiser (Afl., The Halloween Dream, 1979)
- All My Children Televisieserie - Asa Buchanan (Episode 1.8859, 2004)
- One Life to Live Televisieserie - Asa Buchanan (Afl. onbekend, 1980-2007)

- Biblioteca Nacional de España: XX1288570
- Bibliothèque nationale de France: cb14672189j (data)
- Gemeinsame Normdatei: 1069880752
- International Standard Name Identifier: 0000 0000 5935 6838
- Library of Congress Control Number: nr94039211
- Nationale Bibliotheek van Israël: 987007345639205171
- Istituto Centrale per il Catalogo Unico: RAVV641284
- Système universitaire de documentation: 131923250
- Virtual International Authority File: 26949293
- WorldCat: E39PBJbWy37B67kfFX4HCV3vpP